# Třída E a F
Třída E a F byla třída torpédoborců britského královského námořnictva z období druhé světové války. Celkem bylo postaveno 18 jednotek této třídy, a to včetně dvou vůdčích lodí torpédoborců HMS Exmouth a HMS Faulknor. Za druhé světové války bylo deset torpédoborců ztraceno. Zahraničními uživateli třídy byla Dominikánská republika, Kanada a Řecko.

## Stavba
Jednalo se o vylepšenou verzi třídy C a D s upraveným tvarem trupu a třemi kotelnami, namísto dvou. V letech 1933–1935 byly postaveny dvě skupiny po osmi torpédoborcích této třídy. Dostaly jména začínající písmeny E a F. Zároveň byly postaveny dvě vůdčí lodě torpédoborců této třídy, které byly mírně větší a nesly pátý 120mm kanón. Díky výkonnějšímu pohonnému systému byly mírně rychlejší.
Jednotky třídy E a F:
| Jméno           | Loděnice                 | Založení kýlu | Spuštění na vodu | Přijetí do služby | Status |
| --------------- | ------------------------ | ------------- | ---------------- | ----------------- | --- |
| Exmouth (H02)   | Portsmouth Dockyard      | 1933          | 7. února 1934    | říjen 1934        | Vůdčí loď třídy E. Dne 21. ledna 1940 ve skotské zátoce Moray Firth potopen německou ponorkou U-22. |
| Echo (H23)      | Denny                    | 1933          | 16. února 1934   | říjen 1934        | Od 5. dubna 1944 provozován Řeckem jako Navarinon. Roku 1956 předán do Velké Británie a sešrotován. |
| Eclipse (H08)   | Denny                    | 1933          | 12. dubna 1934   | prosinec 1934     | Dne 24. října 1943 se potopil na mině východně od řeckého ostrova Kalymnos. |
| Electra (H27)   | Hawthorn Leslie          | 1933          | 15. února 1934   | září 1934         | Dne 27. února 1942 potopen japonským námořnictvem v bitvě v Jávském moři. |
| Encounter (H10) | Hawthorn Leslie          | 1933          | 29. března 1934  | listopad 1934     | Dne 1. března 1942 potopen japonským námořnictvem v bitvě u Baweanu. |
| Escapade (H17)  | Scotts                   | 1933          | 30. ledna 1934   | září 1934         | Prodán do šrotu 1947. |
| Escort (H66)    | Scotts                   | 1933          | 29. března 1934  | listopad 1934     | Dne 11. července 1940 u alžírského pobřeží potopen italskou ponorkou Marconi. |
| Esk (H15)       | Swan Hunter              | 1933          | 19. března 1934  | říjen 1934        | V noci 31. srpna 1940 se u nizozemského pobřeží potopil na mině. |
| Express (H61)   | Swan Hunter              | 1933          | 29. května 1934  | listopad 1934     | Od června 1943 kanadský HMCS Gatineau. Prodán do šrotu 1956. |
| Faulknor (H62)  | Yarrow, Scotstoun        | 1933          | 12. června 1934  | květen 1935       | Vůdčí loď třídy F. Prodán do šrotu 1946. |
| Fame (H78)      | Vickers-Armstrongs, Tyne | 1933          | 28. června 1934  | duben 1935        | Roku 1940 v bouři ztroskotal na pobřeží Durhamu a vyhořel, ale byl opraven. Od února 1949 provozován námořnictvem Dominikánské republiky jako Generalisimo. Roku 1962 přejmenován na Sanchez. Vyřazen 1968. |
| Fearless (H67)  | Cammell Laird            | 1933          | 12. května 1934  | prosinec 1934     | Dne 23. července 1941 těžce poškozen torpédem z italského bombardéru SM.79. Opuštěn a poblíž Bône potopen torpédoborcem Forester.                                                                           |
| Firedrake (H79) | Vickers-Armstrongs, Tyne | 1933          | 28. června 1934  | květen 1935       | Dne 16. prosince 1942 v severním Atlantiku potopen německou ponorkou U-211. |
| Forester (H74)  | White                    | 1933          | 28. června 1934  | březen 1935       | Prodán do šrotu 1947. |
| Foresight (H68) | Cammell Laird            | 1933          | 29. června 1934  | květen 1935       | Dne 12. srpna 1942 těžce poškozen torpédem z italského bombardéru SM.79. Druhý den opuštěn a poblíž Bizerty potopen torpédoborcem HMS Tartar.                                                               |
| Fortune (H70)   | John Brown               | 1933          | 29. srpna 1934   | duben 1935        | Od června 1943 kanadský HMCS Saskatchewan. Prodán do šrotu 1946. |
| Foxhound (H69)  | John Brown               | 1933          | 12. října 1934   | červen 1935       | Od února 1944 kanadský HMCS Qu'Appelle. Prodán do šrotu 1948. |
| Fury (H76)      | White                    | 1933          | 10. září 1934    | květen 1935       | V průběhu invaze do Normandie dne 21. června 1944 v bouři vážně poškozen minou a následně neovladatelný ztroskotal na pobřeží u Arromanches-les-Bains, neopraven.                                           |

## Konstrukce

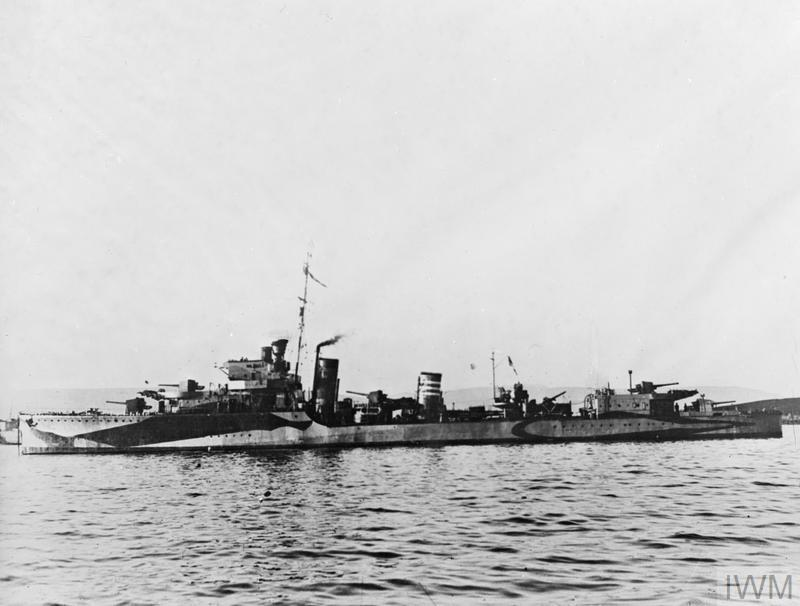
Vůdčí loď torpédoborů HMS Faulknor. Mezi komíny je patrný pátý 120mm kanón

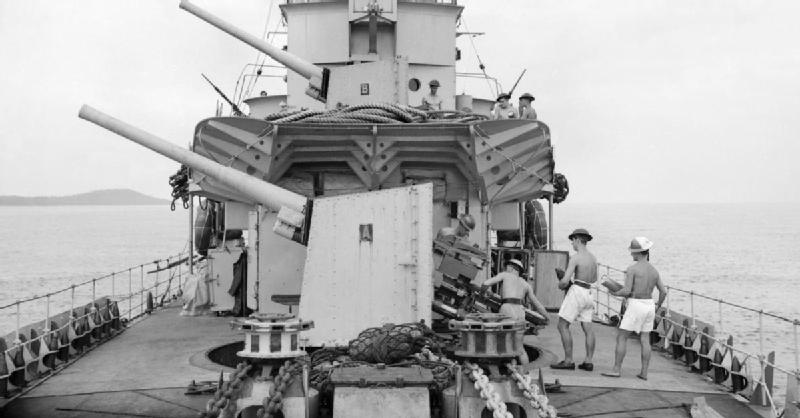
HMS Foxhound

Torpédoborce třídy E a F po dokončení nesly čtyři 120mm/45 kanóny QF Mk.IX, umístěné v jednodělových věžích. Protiletadlovou výzbroj tvořily dvě čtyřčata 12,7mm kulometů. Dále nesly dva čtyřhlavňové 533mm torpédomety. Nesena byla torpéda typu Mk.IX. K napadání ponorek sloužily dva vrhače a jedna skluzavka pro svrhávání hlubinných pum. Pohonný systém tvořily tři tříbubnové kotle Admiralty a dva turbínová soustrojí Parsons o výkonu 36 000 hp, pohánějící dva lodní šrouby. Nejvyšší rychlost dosahovala 36 uzlů.

### Modifikace
Během služby byl na torpédoborcích třídy E a F (kromě torpédoborce Escort) jeden čtyřhlavňový torpédomet nahrazen jedním protiletadlovým 76mm kanónem a jedním až čtyřmi 20 kanóny. V průběhu války byly přeživší jednotky upraveny na eskortní torpédoborce, což především znamenalo posílení lehké a protiponorkové výzbroje. Plavidla obvykle nesla tři 120mm kanóny, šest 20mm kanónů, čtyřhlavňový torpédomet, jeden salvový vrhač hlubinných pum Hedgehog a až 125 hlubinných pum. Odlišně byl vybaven torpédoborec Escapade, který nesl dva 120mm kanóny, šest 20mm kanónů, čtyřhlavňový torpédomet, salvový vrhač Squid a až 60 hlubinných pum. Torpédoborce Express a Esk byly upraveny na minonosky. Jejich výzbroj byla omezena na dva 120mm kanóny a 60–72 min.
Vůdčí loď Faulknor si zachovala podobu torpédoborce, přičemž byla posilována zejména lehká výzbroj. Roku 1946 Faulknor nesl tři 120mm kanóny, jeden 76mm kanón Mk.II, čtyřhlavňový 40mm kanón Mk.VII, dva zdvojené 20mm kanóny Mk.V, čtyři jednohlavňové 20mm kanóny Mk.III a dva čtyřhlavňové 533mm torpédomety. Dále nesl dva vrhače a dva spouštěče hlubinných pum.

## Operační služba

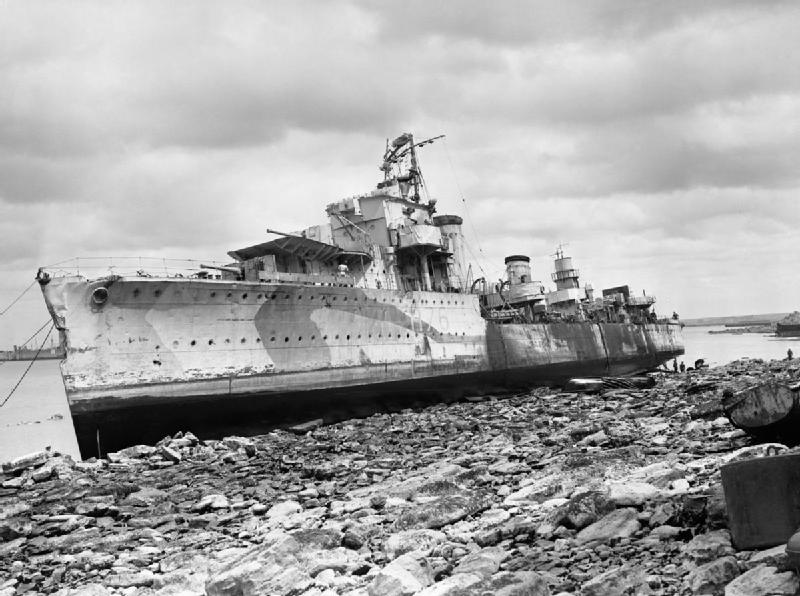
HMS Fury ztroskotaný na pobřeží Normandie

Za druhé světové války bylo ztraceno pět jednotek třídy E a další čtyři třídy F. Potopen byla rovněž vůdčí loď třídy E. Celkem tedy námořnictvo přišlo o 10 torpédoborců této třídy.

## Zahraniční uživatelé
Dominikánská republika
- Dominikánské námořnictvo roku 1949 zakoupila torpédoborec Generalisimo (ex Fame).

 Kanada
- Kanadské námořnictvo v letech 1943–1944 získalo torpédoborce Gatineau (ex Express), Saskatchewan (ex Fortune) a Qu'Appelle (ex Foxhound). Všechny byly brzy po válce vyřazeny.

 Řecko
- Řecké námořnictvo získalo roku 1944 torpédoborec Navarinon (ex Echo).